# Hauptpostamt (Weimar)

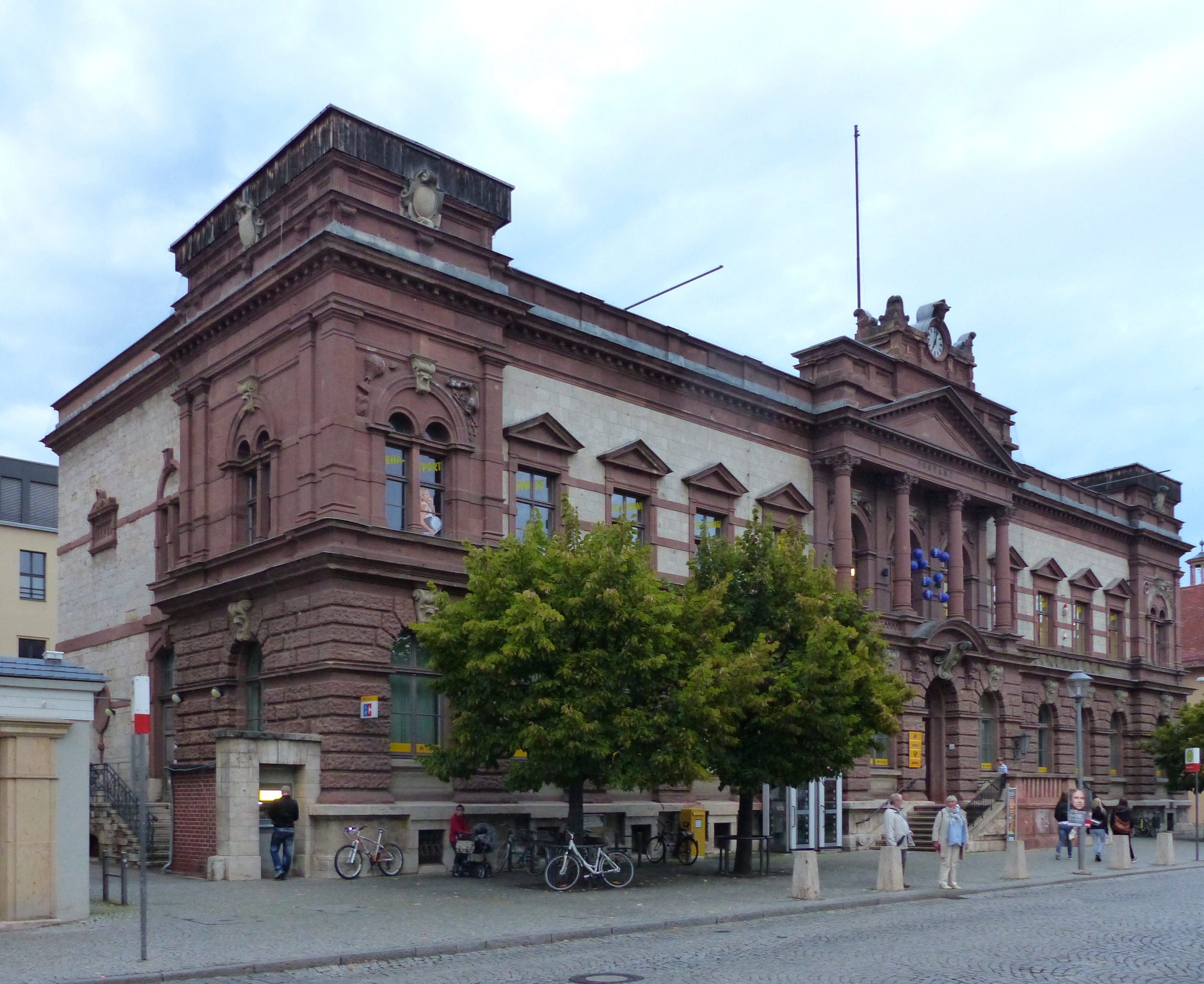
Hauptpost in Weimar

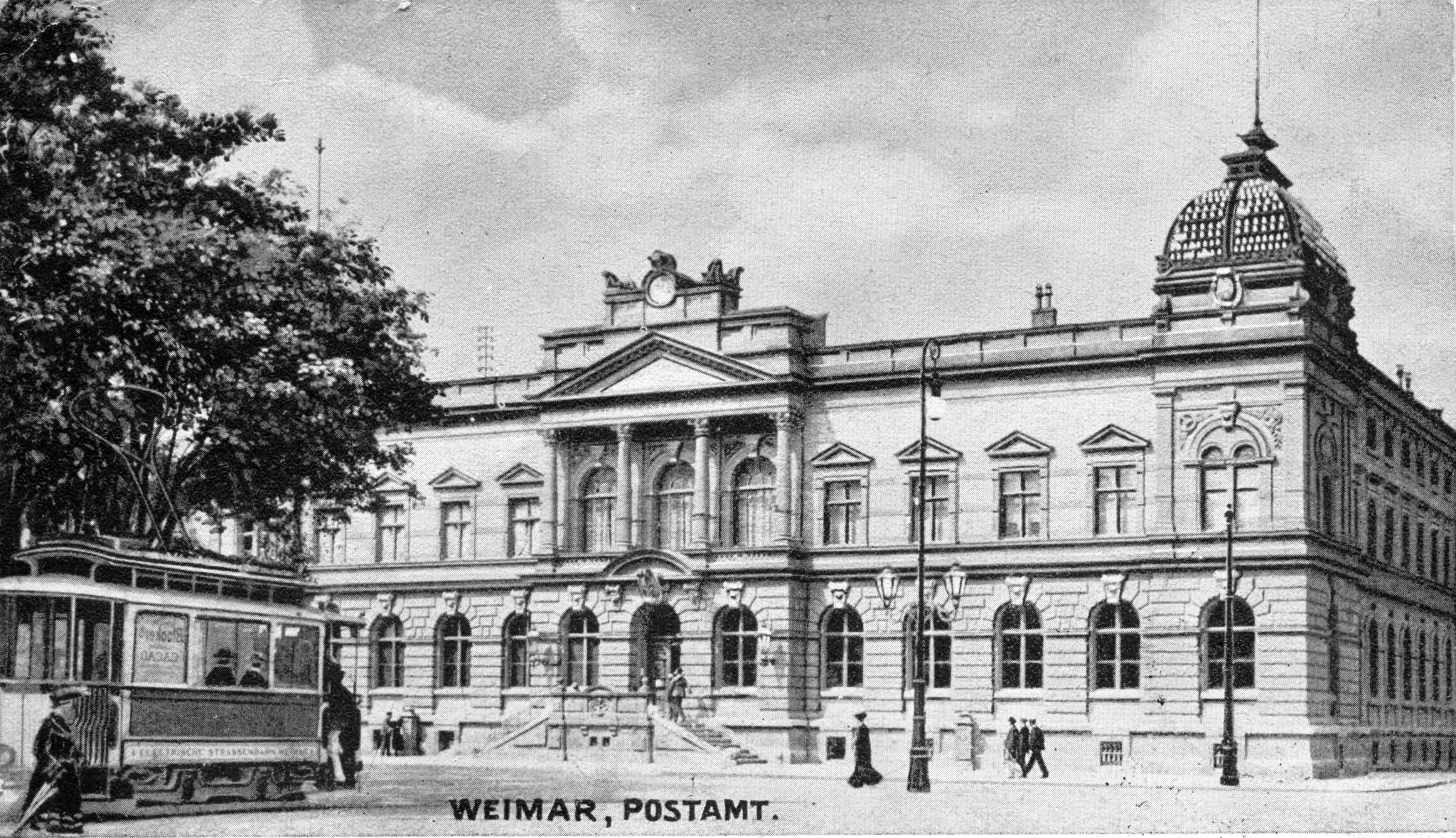
Hauptpost nach 1899 mit Straßenbahn

Die Hauptpost in Weimar, Goetheplatz 7/8, befindet sich gegenüber dem Kasseturm an der Ecke zur Schwanseestraße.
Das Gebäude steht auf der Liste der Kulturdenkmale in Weimar (Einzeldenkmale).

## Geschichte der Post in Weimar
Weimar erhielt 1615 den Postanschluss an der Route von Frankfurt nach Leipzig durch die Kaiserliche Reichspost und das spätere Fürstlich Thurn- und Taxische-Postwesen. Ein eigenes Postgebäude gab es allerdings noch nicht und verschiedene Gasthöfe waren damals Poststation.
Um 1689 ist eine erste Poststation am Markt belegt. Zu Beginn des 19. Jahrhunderts nahmen diese Aufgabe einige Wirte (Posthalter) am heutigen Goetheplatz war. Am Goetheplatz wurde 1834 der erste Briefkasten angebracht. In den 1840er Jahren zog die Postexpedition im Alexanderhof ein und blieb dort, mit Unterbrechungen, bis ins Jahr 1857. Einige Häuser weiter nördlich befanden sich Conditorei und Café Grenzdörfer, die dann als Poststation dienten. Es gab in Weimar noch mehrere Posthaltereien, bspw. am südlichen Theaterplatz. 1826 ist dort, wo sich heute das Thüringer Landesarchiv befindet, auch ein fürstlicher Post-Stall verzeichnet (auch Großes Vorwerck).
1888 konnte die nun seit 1871 als Deutsche Reichspost firmierende Post in ein eigenes Gebäude am heutigen Standort Goetheplatz 8 umziehen. 2021 wurde bekannt, dass die Post ihren Stützpunkt am Goetheplatz zumindest für die Paketzustellung aufgeben wird und in das ehemalige Weimar-Werk verlegt.

## Orts- und Baugeschichte
Vor der Schleifung der Stadtbefestigung in den 1770er Jahren lag das Gebiet außerhalb der Stadt. Im 16. Jahrhundert befanden sich am späteren Karlsplatz, heute Goetheplatz, eine Ziegelei (heute Goetheplatz 9a) und ein offener Holzplatz, später ein befestigtes Lager (heute Musikschule). Im Bereich der heutigen Coudraystraße (früher Scheunenstraße) befanden sich Scheunen, die 1797 niederbrannten und nun der Weg frei war für eine neue Platzgestaltung.
Um 1800 entstehen an der heutigen Baugrenze der Hauptpost schlichte, klassizistische Wohnhäuser mit längeren Hintergärten, wie eine Karte von Johann Valentin Blaufuß im Weimarer Stadtarchiv aus den 1820ern zeigt. Ein Katasterplan von 1840 zeigt hinter diesen Gebäuden einen Bauhof.
Drei der vordersten Häuser (Haus 790, 791 und 792) weichen Mitte der 1880er Jahre dem Neubau der Hauptpost Weimar. Das Gebäude wurde von dem Architekten Bechstein in Anlehnung an die italienische Renaissance errichtet. Der Entstehungszeitraum liegt zwischen 1886 und 1888. Das Sockelgeschoss ist aus Weimarer Travertin, während das Obergeschoss der reich gegliederten Vorderfront aus Tonndorfer Sandstein, Berkaer Sandstein besteht. Im zweiten Obergeschoss wurde Schaumkalk aus Bergern verwendet.
Anfang des 20. Jahrhunderts wurde das Gebäude mit einem Rückgebäude (Hausnummer 8a) ergänzt, um den gestiegenen Anforderungen des Post- und Telekommunikationswesens Rechnung zu tragen.
Während des Nationalsozialismus war eine Ummauerung der Gebäude angedacht, die aber nicht umgesetzt wurde. Der Generalbebauungsplan von Weimar aus dem Jahr 1967 sieht zwar einen Erhalt der Gebäude 8 und 8a vor, dahinter aber hätten die Anlagen einer teilweise sechsspurigen Straße weichen sollen. Mitte der 1990er Jahre wurde das Gebäude auf privater Basis teilweise saniert.

## Heutige Nutzung
Der Gebäudekomplex Goetheplatz 8, 8a, 8b sowie Schwanseestraße 1a befindet sich heute in Eigentum eines mittelfränkischen Immobilieninvestors. Ab 2008 wurde im Hinterhof ein Ärztezentrum mit Parkmöglichkeit errichtet, das Historische Gebäude 8/8a ist teilweise an ein Fitnessstudio und teilweise an die Postbank vermietet, die Postdienstleistungen heute noch im Nebengeschäft betreibt. Im Haus 1a ist unter anderem ein Teil der Bauhaus-Universität untergebracht. Das Gebäude ist heute in einem bedürftigen baulichen Zustand.